# Суперинжекция
Суперинжекция — явление многократного увеличения концентрации электронов и дырок в полупроводнике, через который проходит электрический ток, по сравнению с их концентрацией в эмиттере. Наблюдается при прохождении электрического тока из полупроводника с большей шириной запрещённой зоны через полупроводник с меньшей шириной запрещённой зоны. Возникает вследствие наличия потенциального барьера в месте контакта полупроводников. Явление было предсказано в 1966 г. Ж. Алфёровым Эффект суперинжекции широко применяется в полупроводниковых светодиодах и лазерах.